# Niagara University (New York)
Niagara University è un census-designated place (CDP) degli Stati Uniti d'America, situato nello stato di New York, nella contea di Niagara.
È sede dell'omonima università.